# Jardim do Seridó
Jardim do Seridó est une municipalité brésilienne située dans l'État du Rio Grande do Norte.